# Stella della Croce Rossa Ungherese

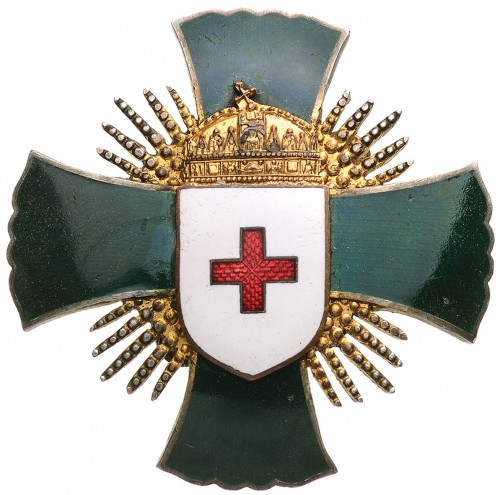
L'insegna della Croce al merito

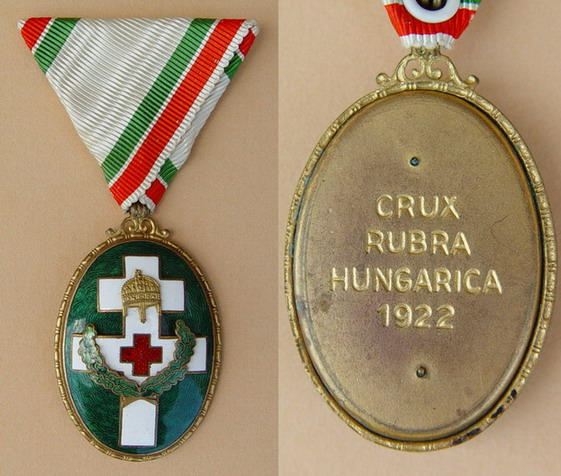
Medaglia al merito, con decorazione di guerra

La Stella della Croce Rossa Ungherese è stata istituita il 30 marzo 1922, dal Capo di Stato ungherese Miklós Horthy, per onorare e premiare coloro che avessero partecipato alla Croce Rossa Ungherese e alla pubblica carità. Inizialmente composta da tre classi, all'onorificenza il 7 gennaio 1938 furono aggiunte altre due classi; divenne poi possibile premiare coloro che avessero partecipato alla salute pubblica e chi in guerra.

## Storia
Appunto istituito il 30 marzo 1922, il distintivo poteva essere assegnato a tutti coloro che avessero conseguito meriti, nei campi della Croce rossa, sanità e carità pubblica, ma anche in guerra. Una particolarità che il Capo di Stato, nonché "Gran Maestro" del distintivo, può indossare le insegne anche se non ricopre più la carica statale. La Croce Rossa Ungherese decide chi premiare, ma non prima di comunicarlo alle autorità competenti e all'ufficio del Primo Ministro, il quale propone al Capo di Stato, la consegna dell'onorificenza.

## Insegne
La stella di merito è una croce smaltata di verde con steli allargati verso l'esterno di uguale lunghezza, al centro della quale si può vedere uno stemma smaltato di bianco con la croce rossa di Ginevra. Lo scudo dello stemma è decorato con la corona, d'oro di Santo Stefano. Tra gli steli della croce verde emergono dei raggi. Questa croce è attaccata a una stella d'argento, sul retro della quale si legge l'iscrizione "Crux Rubra Hungarica" e l'anno 1922. La stella di merito è indossata sul lato sinistro dell'uniforme o vestito.

## Classi
Le classi della Stella sono cinque:
- Stella al merito
- Croce al merito
- Medaglia al merito
- Medaglia d'argento
- Medaglia di bronzo

| Nastri                                       |                    |                    |                 |                  |
| Meriti pubblica sanità, carità...            |                    |                    |                 |                  |
| Medaglia di Bronzo                           | Medaglia d'Argento | Medaglia al merito | Croce al merito | Stella al merito |
| Meriti pubblica sanità e carità... in guerra |                    |                    |                 |                  |
| Medaglia di Bronzo                           | Medaglia d'Argento | Medaglia al merito | Croce al merito | Stella al merito |